# Kanton Port-Jérôme-sur-Seine
Der Kanton Port-Jérôme-sur-Seine (früher Notre-Dame-de-Gravenchon) ist seit 2015 ein französischer Wahlkreis in den Arrondissements Le Havre und Rouen im Département Seine-Maritime in der Region Normandie; sein Hauptort ist Port-Jérôme-sur-Seine.

## Gemeinden
Der Kanton besteht aus 21 Gemeinden mit insgesamt 31.084 Einwohnern (Stand: 1. Januar 2022) auf einer Gesamtfläche von 325,71 km²:
| Gemeinde                     | Einwohner 1. Januar 2022 | Fläche km² | Dichte Einw./km² | Code INSEE | Postleitzahl | Arrondissement |
| ---------------------------- | ------------------------ | ---------- | ---------------- | ---------- | ------------ | -------------- |
| Anquetierville               | 329                      | 4,08       | 81               | 76022      | 76490        | Rouen          |
| Arelaune-en-Seine            | 2.500                    | 53,81      | 46               | 76401      | 76940        | Rouen          |
| Bolleville                   | 590                      | 9,73       | 61               | 76115      | 76210        | Le Havre       |
| Grand-Camp                   | 763                      | 4,91       | 155              | 76318      | 76170        | Le Havre       |
| Heurteauville                | 287                      | 7,26       | 40               | 76362      | 76940        | Rouen          |
| La Frénaye                   | 2.079                    | 10,02      | 207              | 76281      | 76170        | Le Havre       |
| Lintot                       | 479                      | 8,00       | 60               | 76388      | 76210        | Le Havre       |
| Louvetot                     | 775                      | 7,37       | 105              | 76398      | 76490        | Rouen          |
| Maulévrier-Sainte-Gertrude   | 1.052                    | 14,16      | 74               | 76418      | 76490        | Rouen          |
| Norville                     | 996                      | 11,69      | 85               | 76471      | 76330        | Le Havre       |
| Notre-Dame-de-Bliquetuit     | 824                      | 9,78       | 84               | 76473      | 76940        | Rouen          |
| Petiville                    | 1.179                    | 16,74      | 70               | 76499      | 76330        | Le Havre       |
| Port-Jérôme-sur-Seine        | 10.392                   | 30,50      | 341              | 76476      | 76170, 76330 | Le Havre       |
| Rives-en-Seine               | 4.044                    | 34,14      | 118              | 76164      | 76490        | Rouen          |
| Saint-Arnoult                | 1.459                    | 13,86      | 105              | 76557      | 76490        | Rouen          |
| Saint-Aubin-de-Crétot        | 518                      | 4,73       | 110              | 76559      | 76190        | Rouen          |
| Saint-Gilles-de-Crétot       | 387                      | 6,02       | 64               | 76585      | 76490        | Rouen          |
| Saint-Maurice-d’Ételan       | 288                      | 14,24      | 20               | 76622      | 76330        | Le Havre       |
| Saint-Nicolas-de-la-Haie     | 408                      | 3,15       | 130              | 76626      | 76490        | Rouen          |
| Trouville                    | 617                      | 10,38      | 59               | 76715      | 76210        | Le Havre       |
| Vatteville-la-Rue            | 1.118                    | 51,14      | 22               | 76727      | 76940        | Rouen          |
| Kanton Port-Jérôme-sur-Seine | 31.084                   | 325,71     | 95               | 7625       | –            | –              |

## Veränderungen im Gemeindebestand seit der landesweiten Neuordnung der Kantone
2016:
- Fusion La Mailleraye-sur-Seine und Saint-Nicolas-de-Bliquetuit → Arelaune-en-Seine
- Fusion Auberville-la-Campagne, Notre-Dame-de-Gravenchon, Touffreville-la-Cable und Triquerville → Port-Jérôme-sur-Seine
- Fusion Caudebec-en-Caux, Saint-Wandrille-Rançon und Villequier → Rives-en-Seine